# Генчовци (община Трявна)
 Тази статия е за селото в община Трявна.  За другото село със същото име вижте Генчовци (община Габрово).  
Генчовци е село в Северна България. То се намира в община Трявна, област Габрово.

## Личности
- Генчо Кънев – (1828 – 1890), самобитен български архитект
- Генчо Новаков – (1846 – 1912), самобитен български строител